# Incirano
Incirano (Insciran in dialetto milanese, AFI: [ˌĩːtʃiˈrãː]; in latino Inciranum) è uno dei sette quartieri che compongono il comune metropolitano di Paderno Dugnano, di cui costituisce la porzione centrorientale.
Il quartiere ospita la direzione amministrativa del Consorzio Sistema Bibliotecario Nord-Ovest (CSBNO) che ha sede in Villa Gargantini, che si trova nel cuore del quartiere.

## Storia
Incirano era una località agricola di antica origine. Nell'ambito della suddivisione in pievi del territorio milanese, apparteneva alla pieve di Desio.
Registrata agli atti del 1751 come un villaggio milanese di 367 abitanti, alla proclamazione del Regno d'Italia nel 1805 la località risultava avere 315 residenti. In età napoleonica, dal 1810 al 1816, Incirano fu frazione di Dugnano, recuperando l'autonomia con la costituzione del Regno Lombardo-Veneto.
Nel 1853 il comune di Incirano contava 502 abitanti, nel 1861 ne aveva 573. Nel 1869 Incirano venne aggregata al comune di Paderno Milanese, denominato dal 1886 come Paderno Dugnano.

## Cultura

### Scuole
All'interno del quartiere hanno sede una scuola primaria e una secondaria, comprese in un unico comprensorio di cui fanno parte anche alcuni plessi dei quartieri limitrofi.
A queste si aggiunge una scuola secondaria di secondo grado, comprendente svariati indirizzi.

## Infrastrutture e trasporti
Nonostante il quartiere sia lambito dalla ferrovia Milano-Asso, in esso non si trovano stazioni ferroviarie. Tuttavia, poco distante dal confine con il quartiere si trova, all'interno dell'omonimo quartiere, la stazione di Palazzolo Milanese, servita dalle linee S2 e S4 del servizio ferroviario suburbano, gestito da Trenord.
Una linea di autobus gestita da Autoguidovie in associazione con AirPullman, collega Incirano ai quartieri limitrofi.